# Yang Fan (Gewichtheber)
Yang Fan (* 16. Oktober 1987) ist ein chinesischer Gewichtheber.

## Karriere
Yang wurde 2007 Weltmeister im Reißen, Stoßen und Zweikampf. 2009 erreichte er den dritten Platz im Zweikampf, sowie Silber im Reißen und Bronze im Stoßen.

## Persönliche Bestleistungen
- Reißen: 144 kg in der Klasse bis 62 kg bei den Weltmeisterschaften 2009 in Goyang.
- Stoßen: 173 kg in der Klasse bis 62 kg bei den Weltmeisterschaften 2007 in Chiang Mai.
- Zweikampf: 315 kg in der Klasse bis 62 kg bei den Weltmeisterschaften 2007 in Chiang Mai.